# Massif du Nord
Het Massif du Nord ("Noordelijk Massief") is een serie van parallelle bergketens in het noorden van Haïti. In de Dominicaanse Republiek gaan deze over in de Cordillera Central. De hoogte varieert van 600 tot 1210 meter. Ten noorden van het Massif du Nord ligt de smalle kustvlakte Plaine du Nord. Ten zuiden wordt het Massif du Nord begrensd door de rivier Guayamouc, daarachter ligt het Plateau Central.
Na de Haïtiaanse Revolutie heeft Hendrik I op een van de toppen van het Massif du Nord de Citadel Laferrière laten bouwen. Deze kijkt uit over de stad Cap-Haïtien.